# フラッペロン

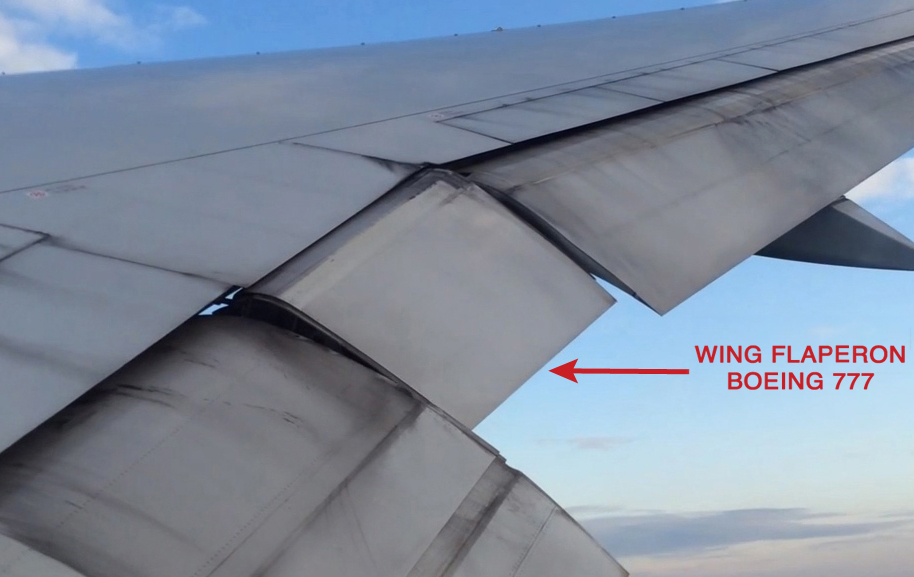
ボーイング777のフラッペロン

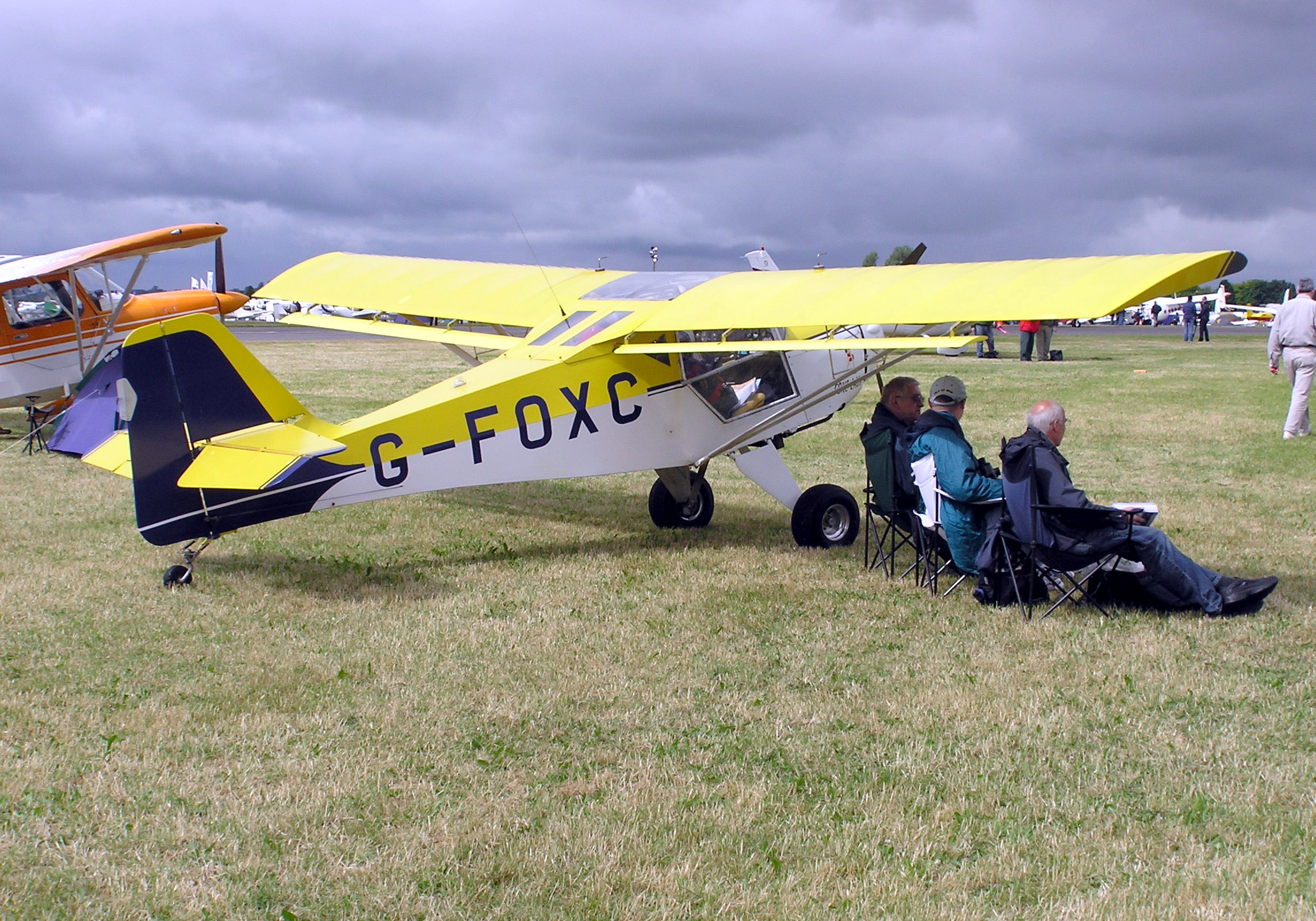
キットフォックス モデル3（1991年製造）のフラッペロン

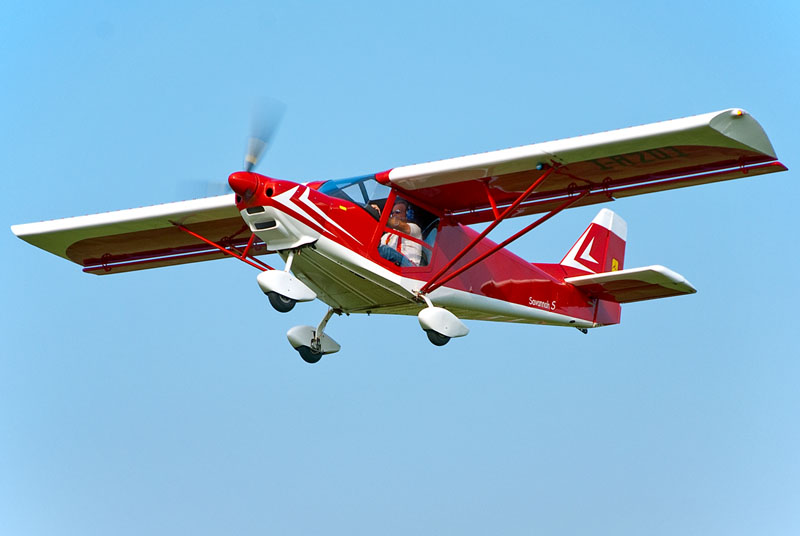
ICPサバンナ モデルS（2010年製造）のフラッペロン（ユンカー・フラッペロン）

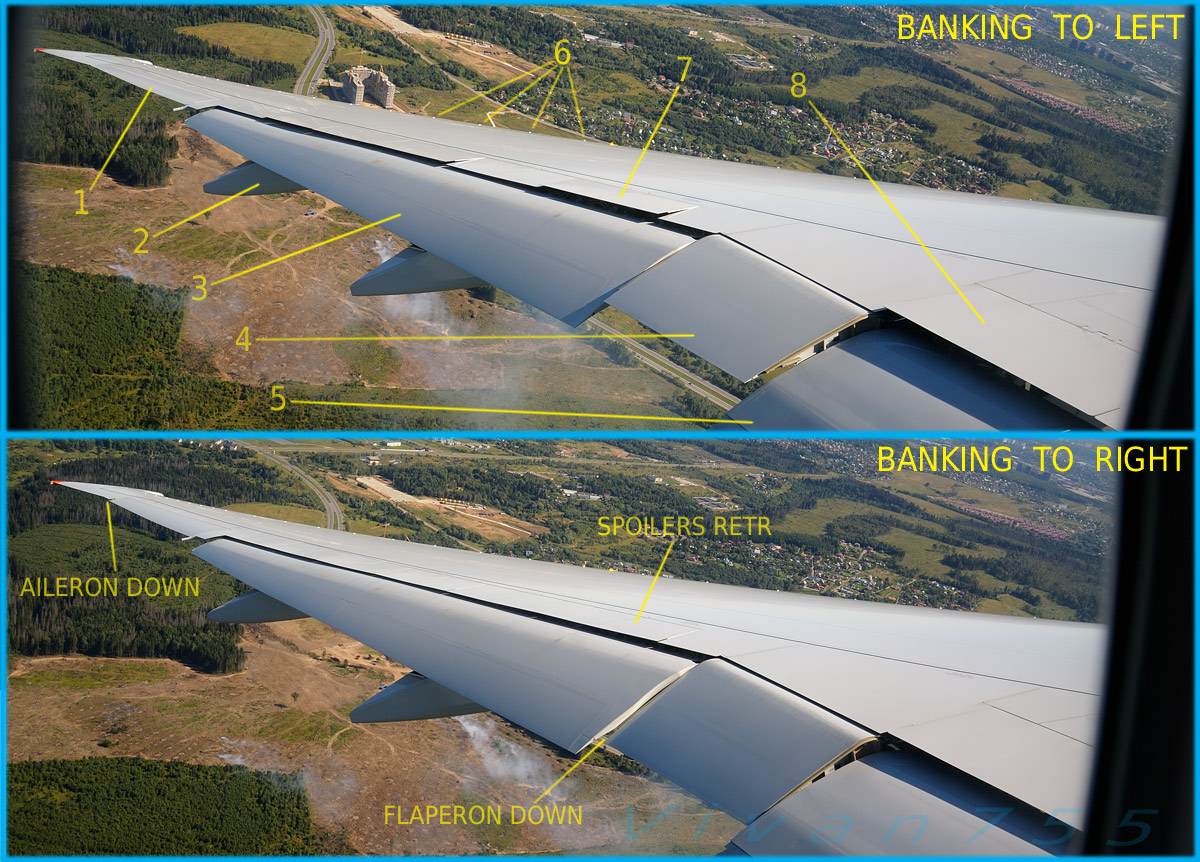
ボーイング777のフラッペロンの作動

フラッペロン（flaperon, フラップ〈flap〉とエルロン〈aileron〉の混成語）とは、航空機の翼に取り付けられた、フラップとエルロンの両方の機能を持つ動翼である。小型のホームビルト機のように、構造を簡単にするためにフラッペロンを採用しているものが多い。一方、大型の民間航空機には、フラップとエルロンの間にフラッペロンを装備しているものもある。

## 実用
フラッペロンは、通常のエルロンと同じように機体のロール（傾き）を制御することに加えて、左右両方を同時に下げることによりフラップとしての機能も果たすことができる。
フラッペロンを装備する航空機も、通常の航空機と同じく、エルロンとフラップの操作機構をそれぞれ別個に装備している。ただし、フラップの操作機構は、フラッペロンの作動範囲を制御するように働く。パイロットによるフラッペロンの操作は、これら複数の操作機構を通じて伝達され、ミキサーと呼ばれる機械装置により混合される。フラッペロンを使用した方が、エルロンとフラップの両方を使うよりも構造を簡素化できる傾向にあるが、ミキサーという複雑な装置が必要となる。
デニー式キットフォックスのように、機体の迎え角が大きい場合や対気速度が遅い場合の空気流を安定させるため、フラッペロンを（隙間フラップのように）主翼の下に間隔を開けて取り付ける機体もある。主翼の後縁部の下側にヒンジで取り付けられたこのフラッペロンは、ユンカース Ju52 旅客機や第2次世界大戦中の代表的な急降下爆撃機であるユンカース Ju87 シュトゥーカなどの1930年代のユンカース社製航空機に多く用いられていたドッペルフリューゲル（２重翼の意）方式と似ていることから、ユンカー・フラッペロンと呼ばれる場合もある。

## 研究
航空機の動翼（エルロン、エレベーター、フラップおよびフラッペロン）の機能を融合させ、重量、費用、抵抗、慣性を低減して操縦性を向上させるとともに構造の単純化を図り、敵のレーダによる補足を困難にしようとする研究が進められている。UAV（unmanned aerial vehicle, 無人航空機）や最新の戦闘機などには、これらの研究の成果が生かされている 。
現在行われている研究には、フレキシブル・ウイング（flexible wings）や境界層制御（fluidics）などがある。

### フレキシブル・ウイング（flexible wings）
フレキシブル・ウイングは、飛行中に翼面の大部分の形状を変更することにより、空気の流れを変える方式である。一例として、NASAが開発したX-53の能動空力弾性翼（Active Aeroelastic Wing）がある。また、軍用機および民間機の双方に関して、アダプティブ・コンプライアント・ウイング（Adaptive Compliant Wing）が研究されている 。これは、ライト兄弟が開発して特許を取得した「たわみ翼」への回帰であるとも言えよう。

### 境界層制御（fluidics）
境界層制御とは、空気の循環を制御することにより、機体に作用する力を生成するものである。わずかなジェットや空気流により、空気流を偏向して大きな力を生み出し、機体の方向を変えることができるため、大きくて複雑な機械部品を小さくて単純な境界層制御システム（空気流を吹き出すスロット）に置き換えることができる。境界層制御を用いることにより、重量やコストを低減（最大50%）し、慣性力を小さくして操縦性を向上させるとともに、機構の単純化を図ることができる。